# Islote Adriana
Die Islote Adriana (spanisch) ist eine kleine Insel in der Gerlache-Straße vor der Nordostküste der Danco-Küste des Grahamlands auf der Antarktischen Halbinsel. Sie liegt nordwestlich der Rongé-Insel.
Die Benennung der Insel geht auf chilenische Wissenschaftler zurück. Der weitere Benennungshintergrund ist nicht überliefert.